# Humoresca
Una humoresca (también humoresque o humoreske) es un género de música romántica caracterizado por piezas con un imaginativo humor en el sentido de un ambiente, no con el ingenio. Notables ejemplos del estilo humoresco son la Humoresca en si bemol mayor (op. 20, 1839), de Robert Schumann, y la serie de ocho Humorescas (op. 101, verano de 1894), de Antonín Dvořák, de las cuales la séptima que está en sol bemol mayor es bastante conocida.Digna también de mención, por su carácter brillante y virtuosístico, resulta la Humoresca sobre cuatro notas, de Leopold Godowsky, pieza número 13 de sus Walzermasken, de 1912.